# Isopeda sungaya
Isopeda sungaya là một loài nhện trong họ Sparassidae.
Loài này thuộc chi Isopeda. Isopeda sungaya được Alberto Barrion & James A. Litsinger miêu tả năm 1995.